# George Bishop Sudworth
George Bishop Sudworth est un botaniste américain, né en 1864 à Kingston (Wisconsin) et mort en 1927.

## Biographie
Sudworth a été diplômé de l'Université du Michigan en 1885. Il a enseigné d'abord la botanique à l'Institut Agricole d’État du Michigan puis a été recruté au Service forestier de l’U. S. Department of Agriculture en 1886. Par la suite, il publia de nombreux ouvrages, dont le plus célèbre est A Check List of the Forest Trees of the United States,.